# Liste der 999 Frauen des Heritage Floor/Boudicca
Diese Liste beschreibt das Gedeck für Boudicca auf dem Tisch der Kunstinstallation The Dinner Party von Judy Chicago. Sie ist Teil der Liste der 999 Frauen des Heritage Floor, die den jeweiligen Gedecken auf dem Tisch zugeordnet sind. Die Namen der 999 Frauen befinden sich auf den Kacheln des Heritage Floor, der unterhalb des Tisches angeordnet, zur Kunstinstallation gehört.

## Beschreibung
Die Installation besteht aus einem dreiseitigen Tisch, an dem jeweils 13 historische oder mythologische Persönlichkeiten, somit insgesamt 39 Personen, von der Urgeschichte bis zur Frauenrechtsbewegung Platz finden. Diesen Personen wurde am Tisch jeweils ein Gedeck bestehend aus einem individuell gestalteten Tischläufer, einem individuell gestalteten Teller sowie einem Kelch, Messer, Gabel, Löffel und einer Serviette zugeordnet. Die erste Seite des Tisches widmet sich der Urgeschichte bis zur Römischen Kaiserzeit, die zweite der Christianisierung bis zur Reformation und die dritte von der Amerikanischen Revolution bis zur Frauenbewegung. Jedem Gedeck auf dem Tisch sind weitere Persönlichkeiten zugeordnet, die auf den Fliesen des Heritage Floor, der den Raum unter dem Tisch und die Mitte des Raumes zwischen den Seite des Tisches einnimmt, einen Eintrag erhalten haben. Diese Liste erfasst die Persönlichkeiten, die dem Gedeck der Boudicca zugeordnet sind. Ihr Platz befindet sich an der ersten Tischseite.

### Hinweise
Zusätzlich zu den Namen wie sie in der deutschen Transkription oder im wissenschaftlichen Sprachgebrauch benutzt werden, wird in der Liste die Schreibweise aufgeführt, die von Judy Chicago auf den Kacheln gewählt wurde.
Die Angaben zu den Frauen, die noch keinen Artikel in der deutschsprachigen Wikipedia haben, sind durch die unter Bemerkungen angeführten Einzelnachweise referenziert. Sollten einzelne Angaben in der Tabelle nicht über die Hauptartikel referenziert sein, so sind an der entsprechenden Stelle zusätzliche Einzelnachweise angegeben. Bei Abweichungen zwischen belegten Angaben in Wikipedia-Artikeln und den Beschreibungen des Kunstwerks auf der Seite des Brooklyn Museums wird darauf zusätzlich unter Bemerkungen hingewiesen.

### Gedeck für Boudicca

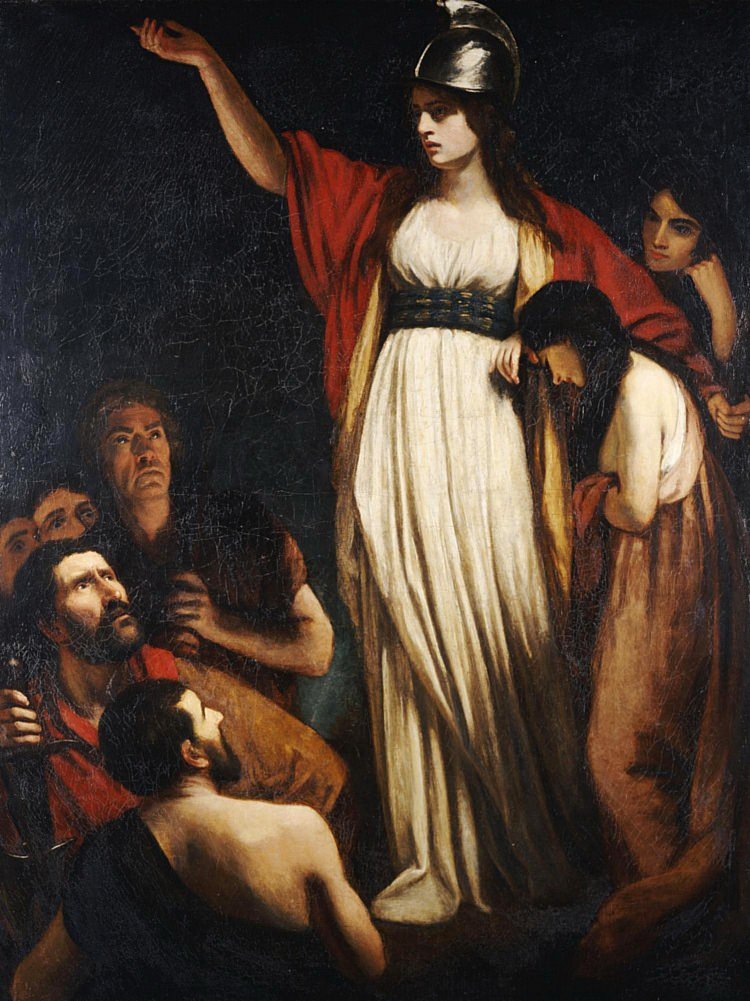
Boadicea Haranguing The Britons (etwa: Boudicca predigt den Briten), John Opie

Boudicca war Königin der Icener, eines keltischen Stammes. Nach dem Tod ihres Mannes, des Königs Prasutagus, wurde Boudicca durch die römische Regierung nicht als Königin akzeptiert. Durch die römische Okkupationspolitik kam es zunehmend zu Problemen und Boudicca wurde öffentlich ausgepeitscht, zudem wurden ihre jungfräulichen Töchter vergewaltigt. Dieser Frevel führte zum Boudicca-Aufstand im Jahr 60 n. Chr., bei dem Boudicca mit ihrem Heer, welches vermutlich mehr als 50.000 Kämpfer umfasste, nach Süden zog und römische Siedlungen angriff und plünderte. Das heutige Colchester wurde bis auf die Grundmauern niedergebrannt und alle Einwohner getötet. Ebenso erging es London und St Albans.
Zwar konnte sie ein großes Heer um sich versammeln und die anfänglichen Erfolge brachten weitere Kämpfer in ihre Reihen, doch der ausgefeilten Kriegskunst der Römer hatte sie nicht genug entgegenzusetzen.
Der römische Feldherr und Statthalter Britanniens Gaius Suetonius Paulinus stellte sich ihr mit zwei Legionen in einer Schlacht auf offenem Feld entgegen und schlug die Briten, die bisher immer nur guerillaartige Angriffe geführt hatten, vernichtend.
Über das weitere Schicksal Boudiccas gibt es zwei Versionen: Tacitus berichtet, dass sich Boudicca das Leben durch Gift genommen habe (Annalen 14,37,3), Cassius Dio hingegen meint, dass Boudicca erkrankt und schließlich gestorben sei (62,12,6).
Ihr Gedeck auf der Dinner Tafel wurde in kraftvollen, durch die keltische Mythologie inspirierten Bildern gestaltet, um sie als Kriegerkönigin darzustellen. Für die Gestaltung auf dem Läufer wurde Filz benutzt, der vermutlich vor den ersten gewebten Textilien bereits genutzt wurde. Nach Chicago stellen die mächtigen, krummlinigen Formen, die den Teller umgeben, sowohl die persönliche Stärke Boudiccas dar, als auch den Eingriff der Römer in ihre Autonomie und Macht.
Der Teller selbst ist mit einer Steinformation gestaltet, die den Formationen in Stonehenge ähnelt und die britischen Inseln darstellen soll, von denen Boudiccas Volk stammte. Ein stilisierter goldener Helm, der ebenfalls mit keltischen Mustern verziert ist, zeigt Boudiccas Status als Kriegerin. Handgefertigte emaillierte Juwelen zieren die wirbelnden Muster des Tischläufers. Sie sollen an den traditionellen keltischen Schmuck erinnern, ebenso die Ausschmückung des initialen Buchstaben „B“.
| Name                  | Schreibweise auf der Kachel | Geburtsdatum               | kulturräumliche Zuordnung    | Bemerkungen | Bild |
| --------------------- | --------------------------- | -------------------------- | ---------------------------- | --- | ---- |
| Aretaphila von Kyrene | Aretaphilia of Cyrene       | etwa 50 v. Chr.            | Antikes Griechenland, Kyrene | Frau aus Kyrene, die sich dem Tyrannen Nikokrates entgegengestellt haben soll. |      |
| Arsinoë II.           | Arsinoe II                  | um 315 v. Chr.             | Antikes Griechenland         | Königin von Thrakien, Makedonien und später Mitregentin ihres Bruders und dritten Ehemannes von Ägypten. Sie teilte alle Titel ihres Bruders und gewann Wagenrennen bei den Olympischen Spielen. Ihr Bild war auf Münzen abgebildet, und sie gründete ihren eigenen Kult. |      |
| Artemisia I.          | Artemisia I                 | 5. Jh. v. Chr.             | Antikes Griechenland         | Die Königin von Halikarnassos kämpfte während der zweiten persischen Invasion Griechenlands für Xerxes I. gegen die Griechen. |      |
| Artemisia II.         | Artemisia II                | 4. Jh. v. Chr.             | Antikes Griechenland         | Schwester und Frau des berühmten Königs Maussolos, sie ließ das Mausoleum, später als eines der sieben Weltwunder der Antike angesehen, in Erinnerung an ihren Ehemann errichten.                                                                                         |      |
| Basileia              | Basilea                     | N/A                        | Antikes Griechenland         | Tochter des Uranos und der Titaia, erste Königin des Königreichs Atlantis in der altgriechischen Volkstradition. |      |
| Brünhild              | Brynhild                    | N/A                        | Germanischer Kulturkreis     | Figur aus dem nordischen Sagenkreis. |      |
| Cartimandua           | Cartismandua                | 43                         | Britannien                   | Königin der Briganten. Sie kam um die Zeit der römischen Eroberung Britanniens an die Macht und bildete eine große Stammesagglomeration, die Rom gegenüber loyal wurde.                                                                                                   |      |
| Chiomara              | Chiomara                    | 2. Jh.                     | Galatien                     | Prinzessin und Gattin des Ortiagon, eines Führers des Volksstammes der Tolistobogier. |      |
| Eachtach              | Eachtach                    | N/A                        | Irische Mythologie           | Eachtach kommt in einer Version der Sage von Diarmuid und Gráinne als Tochter von Diarmuid und Gráinne und Nebenfigur der Geschichte vor. |      |
| Kleopatra VII.        | Cleopatra                   | 69 v. Chr.                 | Altes Ägypten                | Letzte Königin des ägyptischen Ptolemäerreiches und zugleich letzter weiblicher Pharao. |      |
| Kynane                | Cynane                      | 3. Jh. v. Chr.             | Makedonien                   | Prinzessin aus dem Haus der Argeaden mit einem besonders kriegerischen Charakter. |      |
| Macha Mongruadh       | Macha of the Red Tresses    | N/A                        | Irische Mythologie           | Macha Mongruadh, Tochter von Áed Rúad (Dagda), war nach mittelalterlicher Legende/historischer Überlieferung die einzige Königin in der Liste der Hochkönige von Irland.                                                                                                  |      |
| Medb                  | Meave                       | N/A                        | Irische Mythologie           | Figur der keltischen Mythologie Irlands, Tochter von Eochaid Fedlech, Schwester Mugains, Königin von Connacht, die im Königssitz Cruachain (siehe auch Echtrae Nerai) wohnte.                                                                                             |      |
| Medb                  | Medb of Connacht            | N/A                        | Irische Mythologie           | Figur der keltischen Mythologie Irlands, Tochter von Eochaid Fedlech, Schwester Mugains, Königin von Connacht, die im Königssitz Cruachain (siehe auch Echtrae Nerai) wohnte.                                                                                             |      |
| Muirgel               | Muirgel                     | N/A                        | Irland                       | Irin, die ihrem Land half, einen mächtigen Feind abzuwehren, indem sie 882 einen ihrer Anführer tötete. |      |
| Olympias von Epirus   | Olympias                    | um 375 v. Chr.             | Makedonien                   | Um 357 v. Chr. heiratete sie den makedonischen König Philipp II. und wurde die Mutter Alexanders des Großen. |      |
| Salome Alexandra      | Alexandra of Jerusalem      | 140 v. Chr. (unsicher)     | Judäa                        | Königin von Judäa, Ehefrau und Nachfolgerin des hasmonäischen Königs Alexander Jannäus. |      |
| Tomyris               | Tomyris                     | 6. Jh. v. Chr.             | Massageten                   | Als Witwe die Alleinherrscherin der Massageten. Der Perserkönig Kyros II. wollte ihr Reich erobern, zunächst, indem er ihr die Ehe anbot, danach per Eroberungszug, auf dem er von ihr geschlagen und getötet wurde.                                                      |      |
| Veleda                | Veleda                      | 1. Jh. v. Chr. oder 1. Jh. | Germanen                     | Germanische Seherin vom Stamm der Brukterer zur Zeit Vespasians. Historische Bedeutung kommt ihr durch ihre Beteiligung am Bataveraufstand des Iulius Civilis bei, in dem sie den Sieg für die aufständischen Germanen weissagte.                                         |      |
| Zenobia               | Zenobia                     | um 240                     | Palmyra                      | Herrscherin Palmyras und des römischen Orients. Sie war die zweite Gemahlin des Exarchen der Oasenstadt Palmyra, Septimius Odaenathus. Ihr aramäischer Name lautete Bat-Zabbai.                                                                                           |      |

Einzelnachweise
1. ↑  Brooklyn Museum: Boadaceia. In: brooklynmuseum.org. Abgerufen am 16. Oktober 2019.
2. ↑  Patricia Monaghan: Encyclopedia of goddesses and heroines. 2. Auflage. Greenwood, Santa Barbara, CA 2010, ISBN 0-313-34990-8, S. 316 (google.de).
3. ↑  James F. Cassidy: The women of the Gael. Stratford Company, Boston 1922, S. 76.